# Gora Vorob’ëva
Gora Vorob’ëva (englische Transkription von russisch Гора Воробьёва Gora Worobjowa, deutsch ‚Worobjow-Berg‘) ist ein Nunatak der Pensacola Mountains im westantarktischen Queen Elizabeth Land. Er ragt nordwestlich des Mount Moffat in der Neptune Range auf.
Russische Wissenschaftler benannten ihn. Der Namensgeber ist nicht überliefert.